# WTT Feeder 2025
Die WTT-Feeder-Turniere des ITTF fanden 2025 in ihrer 5. Austragung statt, organisiert durch World Table Tennis. Sie begannen am 4. Februar mit dem WTT Feeder Doha und enden am 28. November mit dem WTT Feeder Düsseldorf II.

## Turniere
| Nr. | Turnier                      | Ort               | Datum         | Gewinner Männer    | Gewinner Männer                   | Gewinnerinnen Frauen | Gewinnerinnen Frauen     | GewinnerInnen Mixed              | Preis- geld | [ 1 ]  |
| Nr. | Turnier                      | Ort               | Datum         | Einzel             | Doppel                            | Einzel               | Doppel                   | GewinnerInnen Mixed              | Preis- geld | [ 1 ]  |
| --- | ---------------------------- | ----------------- | ------------- | ------------------ | --------------------------------- | -------------------- | ------------------------ | -------------------------------- | ----------- | ------ |
| 1   | WTT Feeder Doha              | Doha              | 04.02.–08.02. | Woo Hyeonggyu      | Chen Junsong Zeng Beixun          | Chen Yi              | Zhu Sibing Chen Yi       | Yuan Licen Fan Shuhan            | $ 30.000    | [ 2 ]  |
| 2   | WTT Feeder Düsseldorf I      | Düsseldorf        | 11.02.–14.02. | Yūto Muramatsu     | Yuan Licen Xu Yingbin             | Chen Yi              | Lee Daeun Choi Hyo-joo   | Huang Youzheng Chen Yi           | $ 30.000    | [ 3 ]  |
| 3   | WTT Feeder Kappadokien I     | Nevşehir          | 17.02.–21.02. | Xu Yingbin         | Xu Haidong Sun Wen                | Yang Yiyun           | Zhu Sibing Yang Yiyun    | Xue Fei Han Feier                | $ 30.000    | [ 4 ]  |
| 4   | WTT Feeder Otočec I          | Otočec            | 25.03.–29.03. | Cho Seung-min      | Woo Hyeonggyu Jang Seongil        | Saki Shibata         | Hitomi Satō Saki Shibata | Ivor Ban Hana Arapovic           | $ 30.000    | [ 5 ]  |
| 5   | WTT Feeder Otočec II         | Otočec            | 30.03.–03.04. | Simon Gauzy        | Kim Minhyeok Cho Seung-min        | Hitomi Satō          | Lea Rakovac Mateja Jeger | Ivor Ban Hana Arapovic           | $ 30.000    | [ 6 ]  |
| 6   | WTT Feeder Havířov           | Havířov           | 05.04.–09.04. | Flavien Coton      | Ľubomír Pištej Jakub Zelinka      | Hitomi Satō          | Hitomi Satō Saki Shibata | Ľubomír Pištej Tatiana Kukulkova | $ 30.000    | [ 7 ]  |
| 7   | WTT Feeder Manchester        | Manchester        | 24.04.–27.04. | Liam Pitchford     | Paul Drinkhall Samuel Walker      | Anna Hursey          | Dina Meshref Zeng Jian   | Jo Yokotani Kotona Okada         | $ 30.000    | [ 8 ]  |
| 8   | WTT Feeder Pristina          | Pristina          | 03.06.–07.06. | Kazuhiro Yoshimura | Ryuusei Kawakami Kazuki Yoshiyama | Hitomi Satō          | Hitomi Satō Sakura Yokoi | Gustavo Gómez Daniela Ortega     | $ 30.000    | [ 9 ]  |
| 9   | WTT Feeder Spokane I         | Spokane           | 05.08.–06.08. |                    |                                   |                      |                          |                                  | $ 30.000    | [ 10 ] |
| 10  | WTT Feeder Spokane II        | Spokane           | 09.08.–12.08. |                    |                                   |                      |                          |                                  | $ 30.000    | [ 11 ] |
| 11  | WTT Feeder Vientiane         | Vientiane         | 11.08.–15.08. |                    |                                   |                      |                          |                                  | $ 30.000    | [ 12 ] |
| 12  | WTT Feeder Panagjurischte    | Panagjurischte    | 20.08.–24.08. |                    |                                   |                      |                          |                                  | $ 45.000    | [ 13 ] |
| 13  | WTT Feeder Olmütz            | Olmütz            | 26.08.–31.08. |                    |                                   |                      |                          |                                  | $ 30.000    | [ 14 ] |
| 14  | WTT Feeder Istanbul          | Istanbul          | 11.09.–15.09. |                    |                                   |                      |                          |                                  | $ 30.000    | [ 15 ] |
| 15  | WTT Feeder Kappadokien II    | Kappadokien       | 16.09.–20.09. |                    |                                   |                      |                          |                                  | $ 30.000    | [ 16 ] |
| 16  | WTT Feeder Rimini            | Rimini            | 28.10.–02.11. |                    |                                   |                      |                          |                                  | $ 30.000    | [ 17 ] |
| 17  | WTT Feeder Vila Nova de Gaia | Vila Nova de Gaia | 05.11.–09.11. |                    |                                   |                      |                          |                                  | $ 30.000    | [ 18 ] |
| 18  | WTT Feeder Danzig            | Danzig            | 10.11.–14.11. |                    |                                   |                      |                          |                                  | $ 30.000    | [ 19 ] |
| 19  | WTT Feeder Düsseldorf II     | Düsseldorf        | 24.11.–28.11. |                    |                                   |                      |                          |                                  | $ 30.000    | [ 20 ] |